# Mirzə Qədim İrəvani
Mirzə Qədim İrəvani (in azero: میرزا قدیم ایروانی) (Erevan, 1825 – Erevan, 1875) è stato un pittore azero. Specializzato in ornato e ritratti, realizzò soprattutto vernici e miniature persiane tipiche. Fondatore della pittura su tavola azera, le sue opere furono fortemente influenzate dalle arti visive azere del periodo moderno.

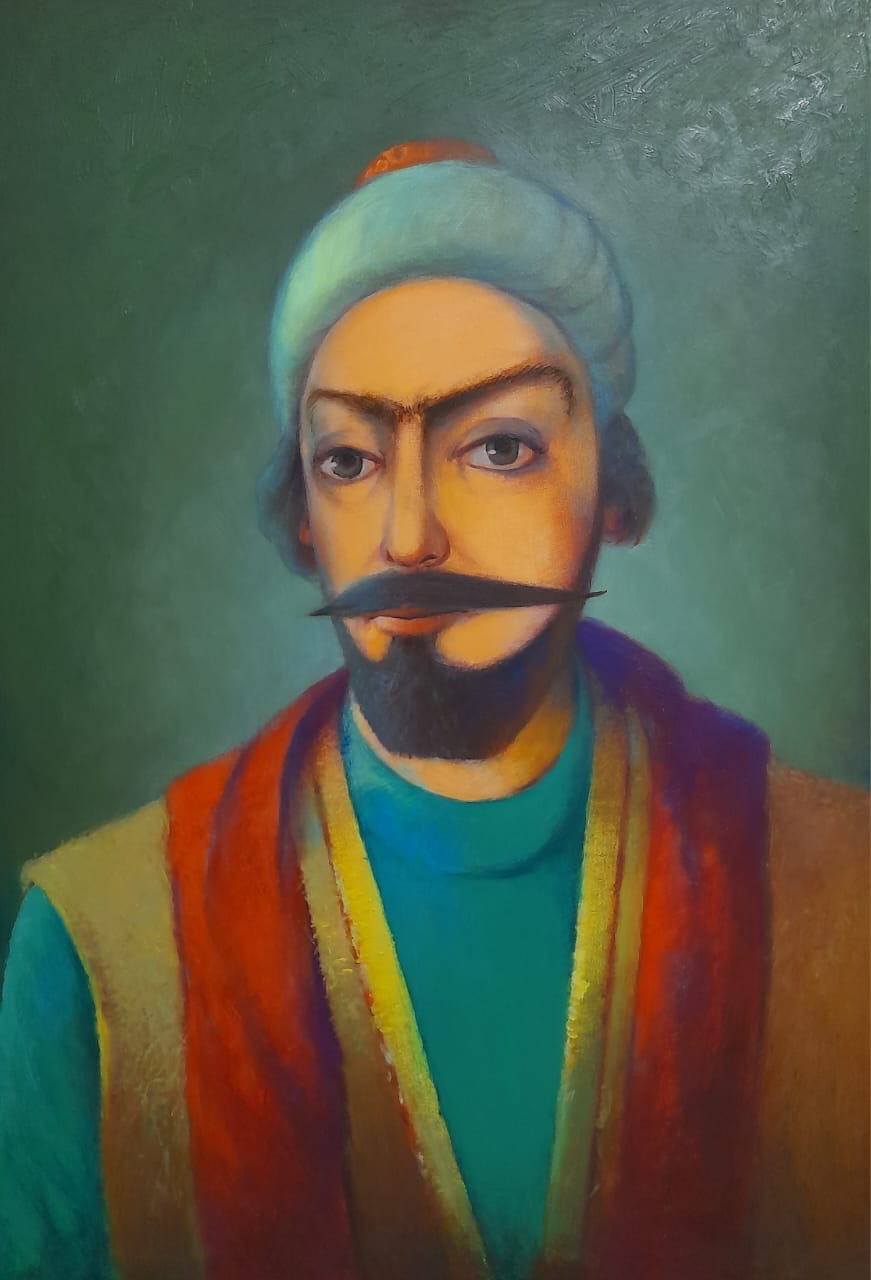
Mirzə Qədim İrəvani

Mirzə Qədim İrəvani è famoso per i disegni e i dipinti in miniatura. Negli anni 1850, fu incaricato dai russi di ridipingere gli interni del palazzo del Sardar, il quale era stato originariamente dipinto da un artista persiano nel 1815. Dipinse anche 4 grandi ritratti (un metro per due metri) all'interno dello stesso palazzo. Le opere di Mirzə Qədim İrəvani sono conservate al Museo nazionale d'arte dell'Azerbaigian, all'Ermitage e al Museo di belle arti Shalva Amiranashvili.

## Biografia
Mirzə Qədim İrəvani nacque nel 1825, nella città di Erevan, nell'Iran dei Qajar, durante il mandato dell'ultimo governatore iraniano del Khanato di Erevan, Hossein Khan Sardar, e apparteneva a una famiglia di decoratori professionisti. Durante l'abile governatorato di Hossein Khan, Erevan prosperò; il palazzo di Sardar fu decorato con specchi, stucchi e quattordici dipinti.
I dipinti raffiguravano quattro eroi dell'epopea iraniana Shāh-Nāmeh, tra cui Rostam e Sohrab, nonché notabili iraniani contemporanei: il re Fath Ali Shah (c. 1797–1834), Abbas Mirza, Hossein Khan Sardar e suo fratello Hasan Khan Qajar. Altri dipinti includevano due scene di caccia e di battaglia. Tutti e quattordici i dipinti furono originariamente dipinti nel 1815 da un pittore persiano di nome ʿAbd al-Rāziq.
All'assedio decisivo di Erevan del 1827, durante la guerra Guerra russo-persiana del 1826-1828, l'artiglieria russa danneggiò gravemente il Palazzo di Sardar. Dopo che i persiani furono costretti a cedere Erevan ai russi in virtù del trattato di Turkmenchay del 1828, il palazzo di Sardar fu trascurato dai russi e cadde in rovina. Qualche decennio più tardi, nel 1850, quando l'orientalismo venne in voga, i russi decisero di ricostruire il palazzo e commissionarono a Mirzə Qədim İrəvani la pittura dell'interno del palazzo.
Dopo la demolizione del palazzo di Sardar da parte dei russi, le opere vennero conservate al Museo nazionale d'arte dell'Azerbaigian a Baku, all'Ermitage di San Pietroburgo e al Museo di belle arti Shalva Amiranashvili di Tbilisi.

## Dipinti

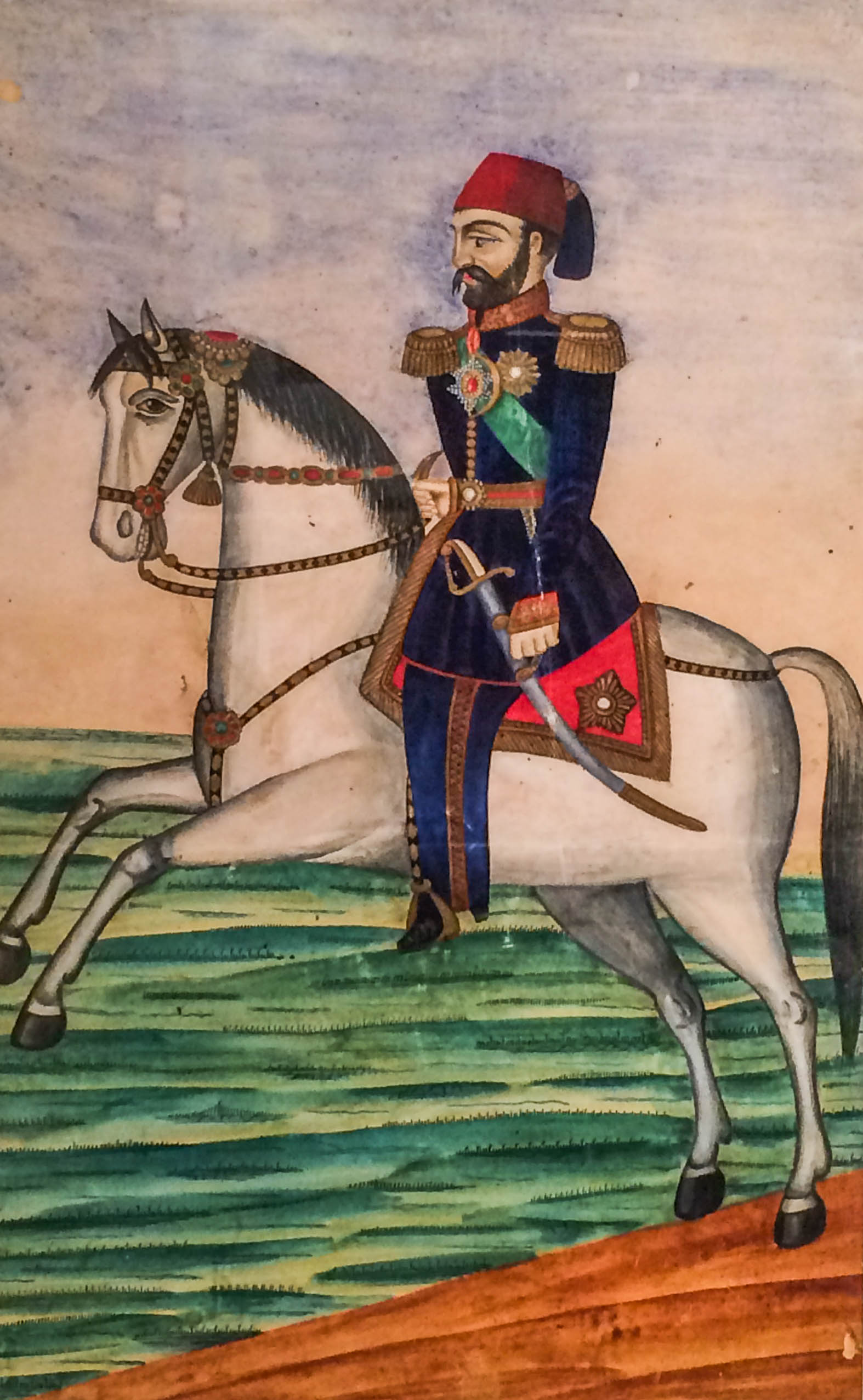
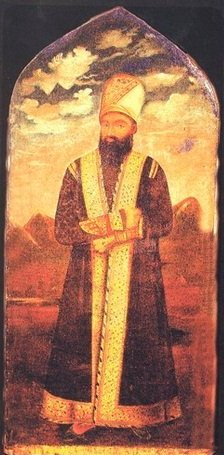
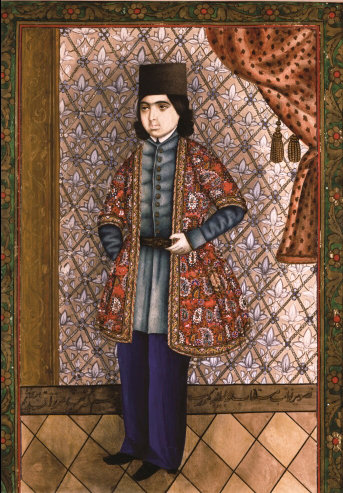
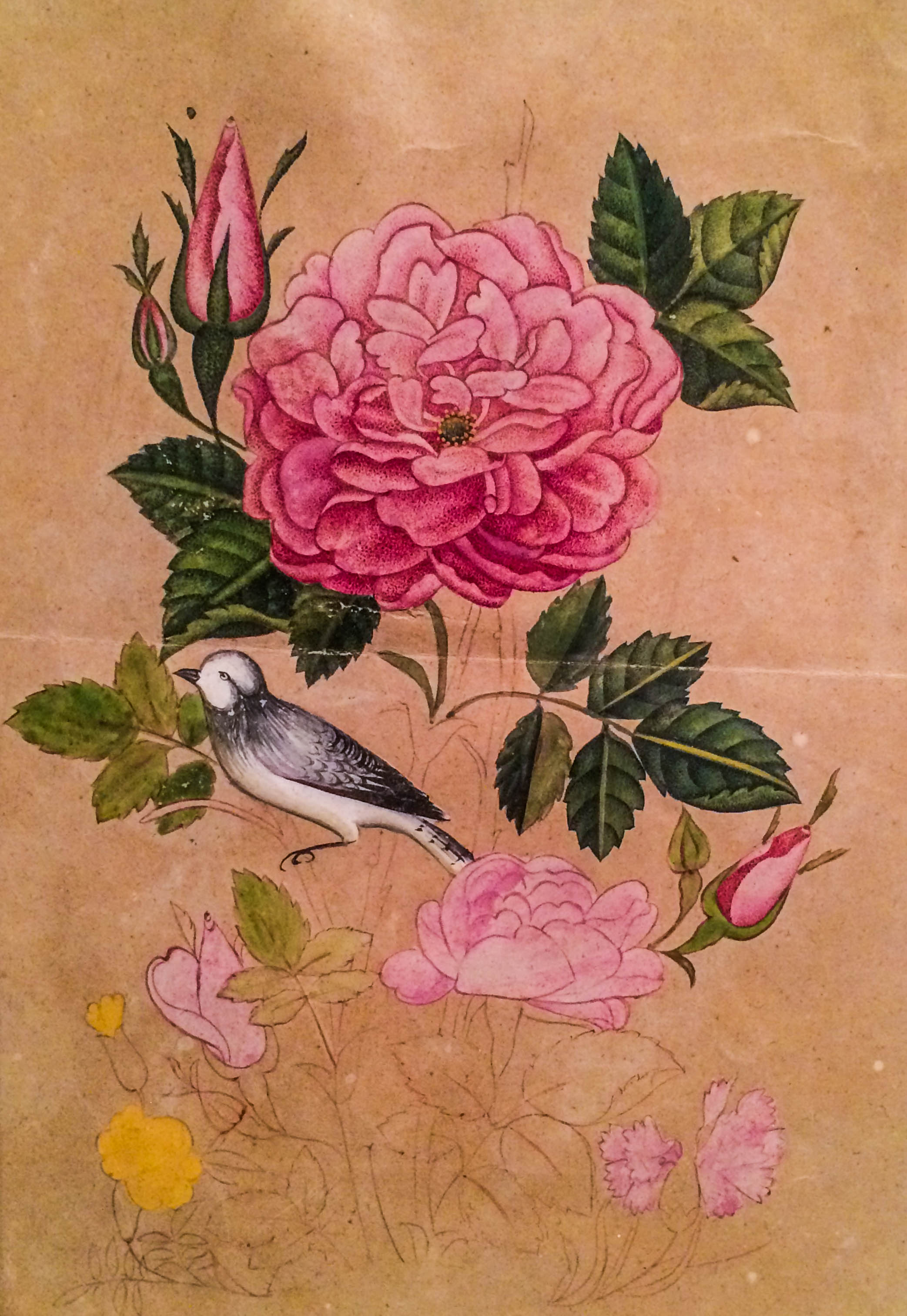
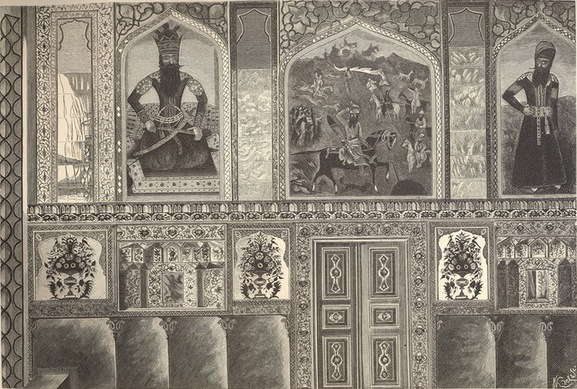
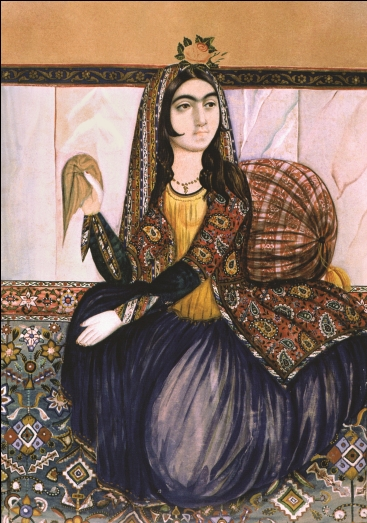
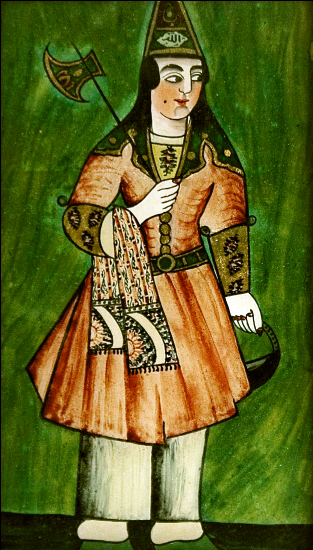
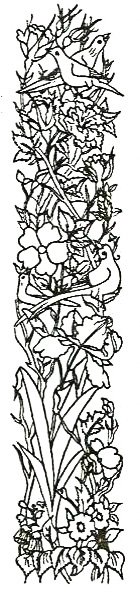